# كاسيوس مايلولا
كاسيوس مايلولا (مواليد 12 يونيو 2001) هو لاعب كرة قدم جنوب إفريقي يلعب في مركز خط الوسط المهاجم في نادي ماميلودي صن داونز.

## روابط خارجية
- كاسيوس مايلولا على موقع الدوري الأمريكي (الإنجليزية)
- كاسيوس مايلولا على موقع قاعدة بيانات كرة القدم.إي يو (الإنجليزية)
- كاسيوس مايلولا على موقع Soccerway.com (الإنجليزية)